# 555 Norma
555 Norma eller 1905 PT är en asteroid i huvudbältet, som upptäcktes 14 januari 1905 av den tyske astronomen Max Wolf i Heidelberg. Den har fått sitt namn efter huvudkaraktären i operan Norma.
Asteroiden har en diameter på ungefär 31 kilometer.